# De hoed van Robin
De hoed van Robin is het 88ste stripverhaal van De Kiekeboes. De reeks wordt getekend door striptekenaar Merho. Het album verscheen in februari 2001.

## Verhaal
De buurt van de familie Kiekeboe wordt geplaagd door een golf van inbraken. Volgens inspecteur Sapperdeboere is dit het werk van de Bende van de Gladde Paling, die voor de politie ongrijpbaar is. Marcel Kiekeboe neemt geen enkel risico en installeert een alarmsysteem, dat niet feilloos werkt, tot ergernis van zijn buurman Leon Van der Neffe. Konstantinopel ontdekt per toeval dat ook een jeugdbende, de Hells Hinkies, heel bedrijvig is en opereert vanuit een verlaten fabriekswijk. Daar ontmoet hij ook Robin, een 13-jarige multinational en general manager van een vastgoedfirma. De volgende dag wordt Robin echter ontvoerd en op het fabrieksterrein wordt de hoed van Robin gevonden. Konstantinopel heeft erg goede aanwijzingen dat de Hells Hinkies, die samenwerken met de Bende van de Gladde Paling, achter de daad zitten, maar als hij wordt bedreigd door de leider van de bende, Bizon Kid, moet hij noodgedwongen zijn mond houden...

## Achtergrond
In het Urbanus album De Buljanus-dreiging leest Urbanus "De hoed van Robin" om een raadsel van Nonkel Fillemon op te kunnen lossen.